# 与根
与根（よね）は、沖縄県豊見城市の地名。郵便番号は901-0224。
那覇市のベッドタウンとして発展している豊見城市の中でも、農地が広がり、漁業も盛んな地域。

## 地理
豊見城市西部に位置する。北側に瀬長、東側に田頭、伊良波、座安、渡橋名、南側に翁長、豊崎干潟を挟んで豊崎と接し、西は東シナ海に面している。

## 概要
戦前は製塩業が盛んに行われていた。豊見城市内唯一の漁港、与根漁港があり、漁業・養殖業も行われている。サトウキビ栽培、野菜園芸を中心とした農業も盛ん。近年は、那覇空港から近いことや国道331号線豊見城道路が通っていることなどから、観光バス会社や物流会社などの営業所や本社が増えてきている。
県内では有名なヨネマース（食塩）などもここで製造している。

## 施設

### 公共施設等

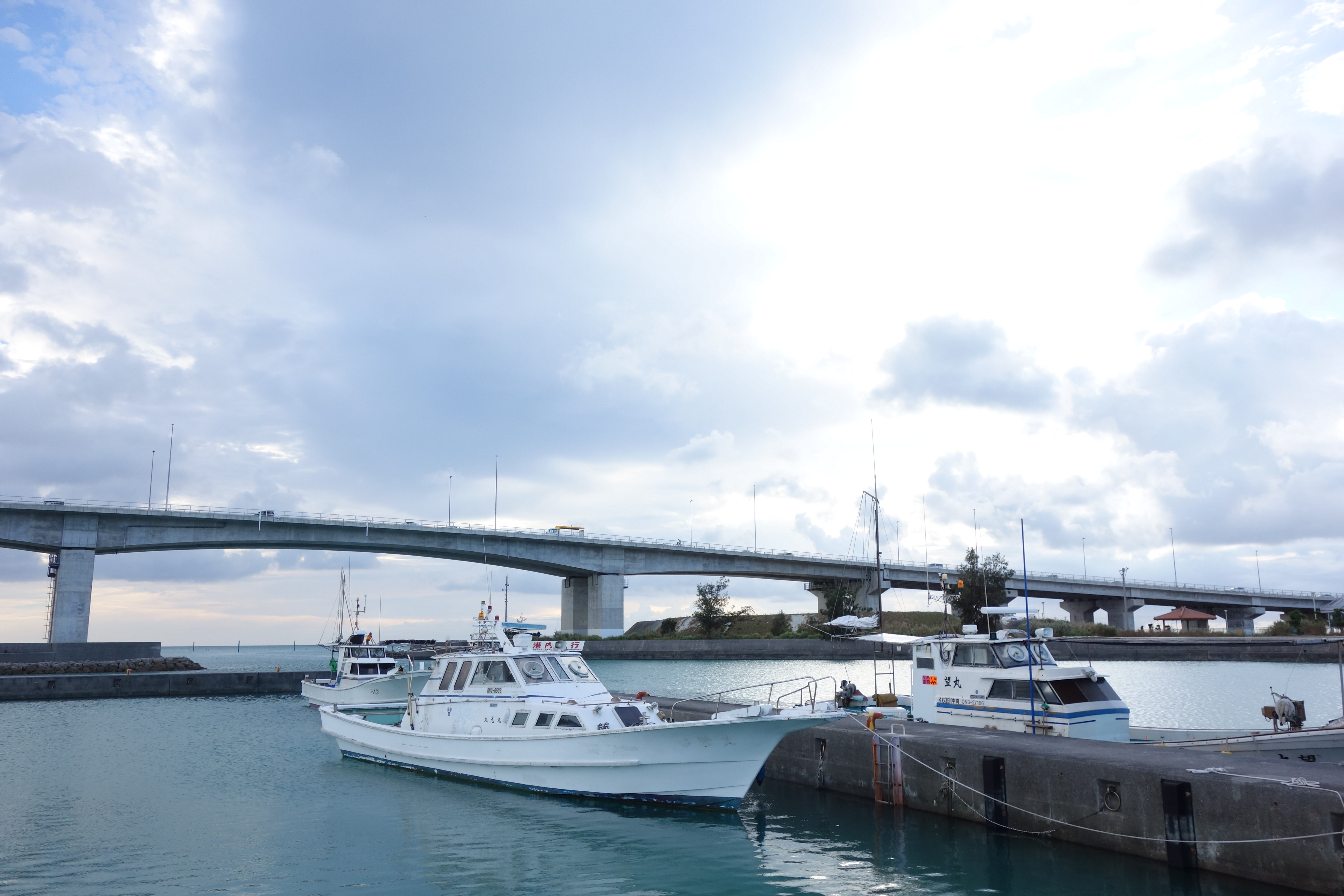
与根漁港と豊見城道路

- 与根漁港
- 与根野外野球場
- 与根野菜集出荷場
- JAおきなわマンゴー・トマト選果場
- JAおきなわハーブセンター
- しおさい公園
- デイサービスセンターよね
- 沖縄電力与根変電所

### 工業・物流等
- 沖縄日通エアカーゴサービス(株)（OAS航空）本社
- OAS運輸(株)　本社
- 沖縄月星(株)　本社
- 沖縄西濃運輸(株)豊見城物流センター
- 資生堂　沖縄配送センター
- 北斗　豊見城配送センター
- 白石ガス事業部　南部営業所
- (株)南西産業　本社
- (株)スズキ自販沖縄　南部営業所
- 沖縄トヨタ自動車(株)　トヨタウンシーサイド店

### 交通・観光バス等

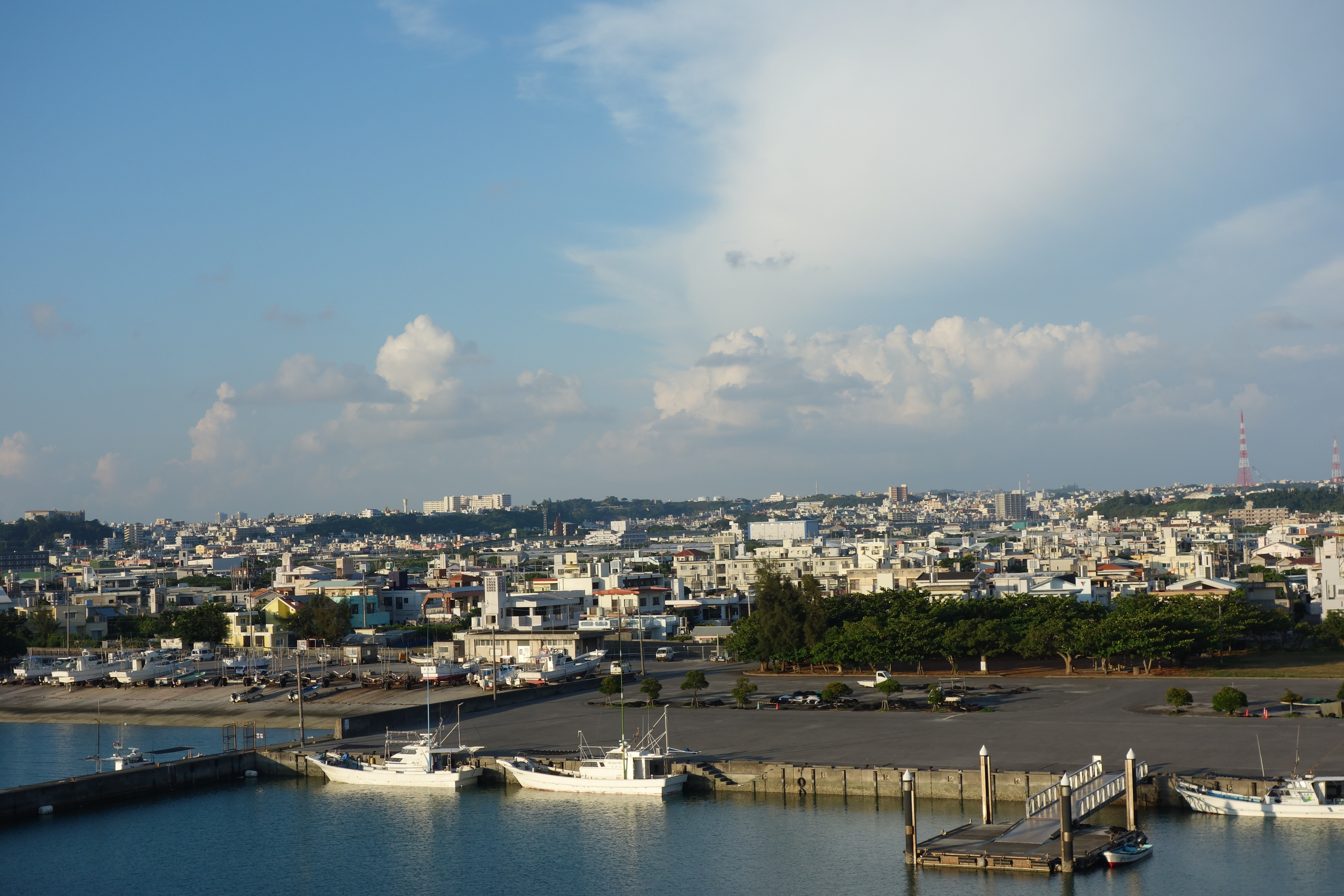
与根漁港と与根集落

- OTS交通(株)　本社
- 東洋バス(株)　観光部
- (株)北部観光バス　空港営業所
- 新報トラスト(株)　南部営業所
- 美杉観光バス(株)　沖縄営業所・車庫
- 家康観光　沖縄営業所・車庫
- 空波観光バス
- オキナワエアポートレンタカー

### 商業等
- トーエイ豊見城店
- しゃぶしゃぶ温野菜豊崎店
- 牛角豊崎店

### 自然

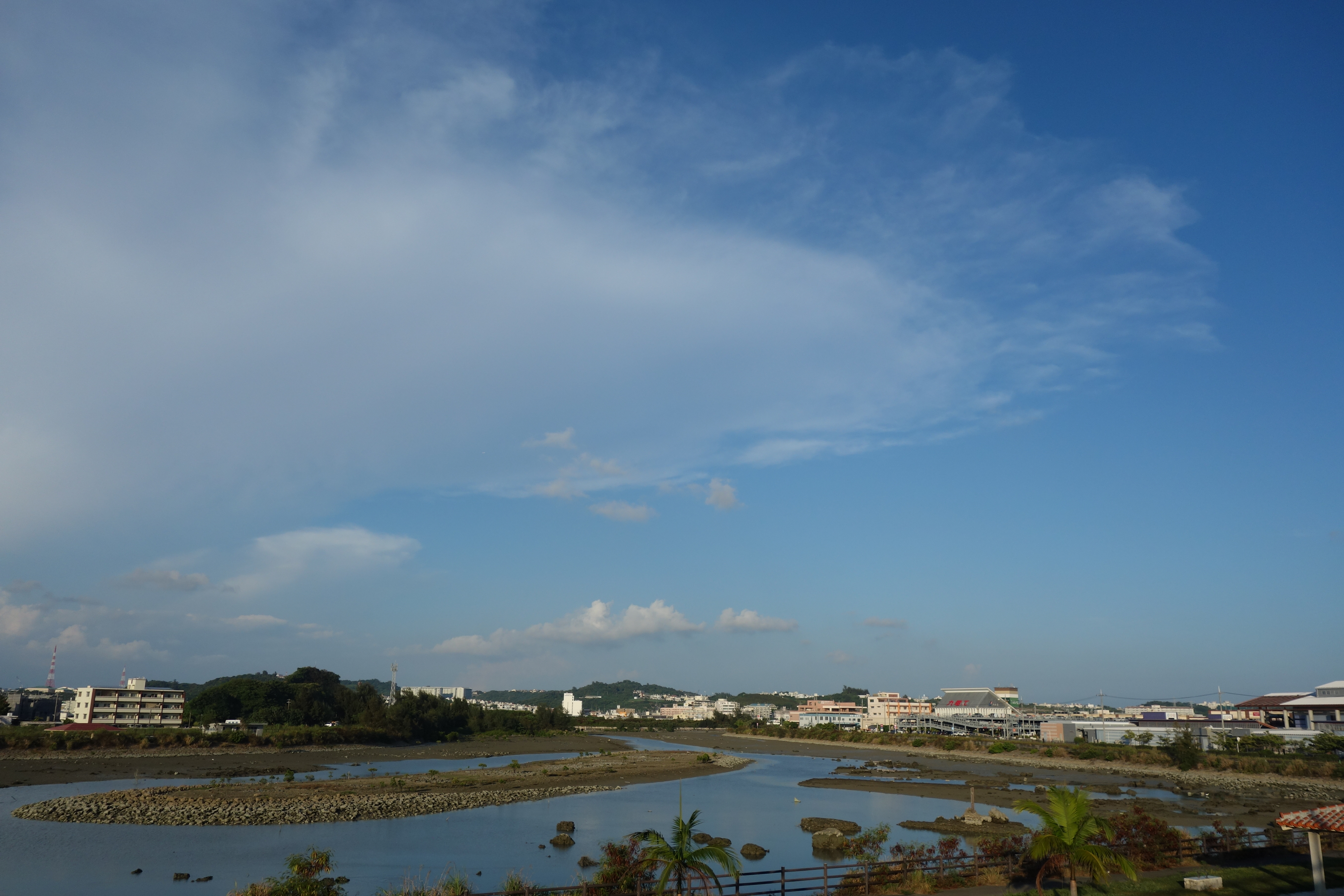
左の小高い森が数珠森。豊崎干潟の右は豊崎。

- 数珠森 - 昔から聖地になっている小高い森
- 与根のジジガー
- 与根の竜宮神
- 与根の土帝君
- 与根の三角池（探鳥地） - 冬の渡り鳥の季節には、クロツラヘラサギ（絶滅危惧種）などが飛来する。

## 交通

### バス

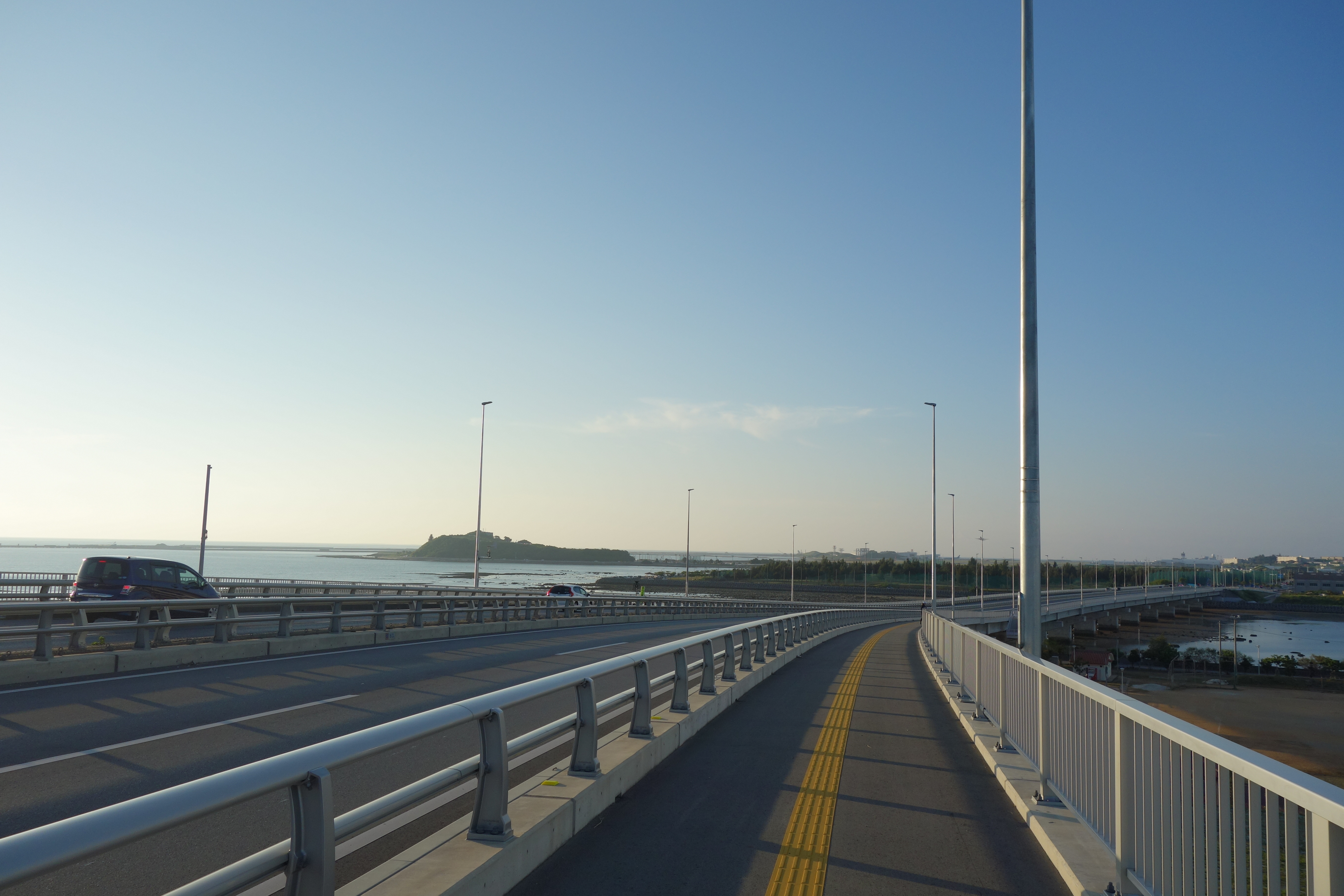
国道331号線（豊見城道路）

以下のバス停留所が存在する。
- メイクマン豊見城店前
- 与根製塩所前
- 与根(部落内側)
- 与根(友愛医療センター側)
- 友愛医療センター
- 与根公民館入口
- 数珠森前
- 南浜崎原

上記バス停に停車する全ての路線を掲載する。路線詳細については沖縄本島のバス路線を参照のこと。
| 系統 | 路線名                   | 運行区間     | 運行区間     | 運行本数 | 運行本数 | 運行本数 | バリアフリー | 事業者   | 備考             |
| ---- | ------------------------ | ------------ | ------------ | -------- | -------- | -------- | ------------ | -------- | ---------------- |
|      |                          | バス停留所名 | バス停留所名 | 平日     | 土曜     | 日曜     |              |          |                  |
| 45番 | 与根線（真玉橋経由）     | 三重城       | 具志営業所   | 22       | 18       | 18       | 一部便のみ   | 那覇バス | 那覇BTには無停車 |
| 45番 | 与根線（豊見城高校経由） | 三重城       | 具志営業所   | 2        | ー       | ー       | 一部便のみ   | 那覇バス | 那覇BTには無停車 |

参考：バスマップ沖縄、ちゅらバス@なび

### 道路
- 国道331号線
  - 沖縄西海岸道路（豊見城道路）

2016年に4車線化全面開通した。
- 沖縄県道249号東風平豊見城線

## 土地利用
海沿いのゴルフ場跡地は与根西部地区地区計画が立てられた。
- 東側には豊見城中央病院（旧豊見城中央病院）が移転することになった[5]。2020年8月、旧豊見城中央病院は豊見城市与根に移転して友愛医療センターに名称を変更した[6]。なお、南部病院（旧沖縄県立南部病院）が糸満市真栄里から豊見城市上田の病院跡地に同時移転して新たに豊見城中央病院となっている[6]。
- 西側には交通利便性を活かした新たな産業振興のため工業、流通・業務施設等の立地を図るとしている。